# Sergej Evljuskin
Sergej Evljuskin (Alekszejevka, Szovjetunió, 1988. január 4. –) német labdarúgó, a Hessen Kassel középpályása.

## A kezdetek
Kirgiz szülők gyermekeként született a Szovjetunióban, a Kazah SZSZK-ban. Kétéves korában a szüleivel Németországba költözött. Első klubja a Braunschweiger SC volt. 2003-ban került a VfL Wolfsburgba. Mai napig rendelkezik kirgiz állampolgársággal.

## Klubcsapatban
A Wolfsburgon kívül játszott a Hansa Rostock, az SV Babelsberg és a Goslarer SC csapataiban. 2014 óta a Hessen Kassel játékosa.

## Válogatottban
A német utánpótlás-válogatottakban szerepelt, részt vett a 2007-es U19-es labdarúgó-Európa-bajnokságon is.